# Замфара
Замфа́ра (англ. Zamfara State) — один із 36 штатів у складі Нігерії. Розташований на північному заході країни. Адміністративний центр — місто Гусау.

## Населення
Населення — 3838160 осіб (2011; 3259846 в 2006).

## Історія
Штат був утворений 1 жовтня 1996 року із південно-східної частини штату Сокото.

## Адміністративний поділ
До складу штату входять 14 районів:
| Район               | Площа, км² | Населення, осіб (2006) |
| ------------------- | ---------- | ---------------------- |
| Анка                | 2746       | 142280                 |
| Бакура              | 1366       | 186905                 |
| Бірнін-Магаджі-Кіяв | 1188       | 178619                 |
| Буккуюм             | 3214       | 211633                 |
| Бунгуду             | 2293       | 257917                 |
| Гуммі               | 2610       | 204539                 |
| Гусау               | 3364       | 383162                 |
| Зурмі               | 2834       | 293837                 |
| Каура-Намода        | 868        | 281367                 |
| Марадун             | 2728       | 210852                 |
| Мару                | 6654       | 291900                 |
| Талата-Мафара       | 1430       | 215178                 |
| Чафе                | 1698       | 266008                 |
| Шинкафі             | 674        | 135649                 |